# Tamara Obrovac

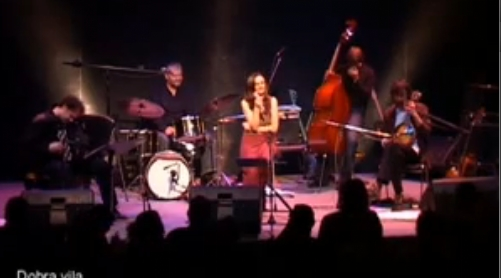
Tamara i zespół Transhistrija

Tamara Obrovac (ur. 1 kwietnia 1968 roku w Puli) – chorwacka wokalistka jazzowa, flecistka, autorka tekstów i kompozytorka. Reprezentantka współczesnego nurtu jazzowego inspirowanego muzyką etniczną i tradycyjną oraz dialektologią regionu pochodzenia jakim jest chorwackie wybrzeże Istrii.

## Tamara Obrovac i jej muzyka
Kompozytorka, piosenkarka i flecistka Tamara Obrovac z chorwackiego miasta Pula, jej etnicznie inspirowany współczesny jazz śródziemnomorski jest tworzony pod wpływem szczególnych tradycji muzycznych i dialektalnych jej ojczyzny, chorwackiego regionu przybrzeżnego Istrii. Pisze teksty w lokalnych dialektach pochodzenia słowiańskiego i romańskiego oraz śpiewa w innych starożytnych i zagrożonych istryjskich dialektach. Oprócz międzynarodowej działalności koncertowej komponuje muzykę teatralną i filmową. Za swoją twórczość otrzymała wiele nagród, w tym 8 chorwackich narodowych nagród dyskograficznych Porin (chorwacka Grammy).
Głównym jej zespołem jest międzynarodowa grupa Transhistria Ensemble (Histria to starożytna nazwa Istrii) w kwartecie łączy elementy jazzu, muzyki istryjskiej i śródziemnomorskiej oraz wiele elementów muzyki współczesnej, a jej muzyka wykracza poza czas i granice geograficzne, stając się tym samym uniwersalnym przesłaniem artystycznym. Stworzyła własną, niepowtarzalną ekspresję muzyczną.
Stała się znana ze swoich wysoce estetycznych występów, a jej interpretacje przepełnione są spontanicznością, pomysłową improwizacją, swobodą, humorem i umiejętnością porozumiewania się z publicznością, a głos Tamary Obrovac, gdy śpiewa teksty, jak i gdy improwizuje, stając się w ten sposób dodatkowym instrumentem.
Międzynarodowe uznanie przyniosła jej także nominacja do BBC Radio 3 World Music Awards 2004 (European Music and Audience Award).

## Zespoły

### Transhistria Ensemble
- Tamara Obrovac, głos, flet, kompozytor (Chorwacja)
- Uroš Rakovec, gitara, mandolina (Słowacja)
- Žiga Golob, kontrabas (Słowacja)
- Fausto Beccalossi, akordeon (Włochy)
- Krunoslav Levačić, perkusja (Chorwacja)

Muzyka zespołu Tamara International Transhistria Ensemble to połączenie jazzu z elementami istryjskiej i śródziemnomorskiej muzyki ludowej oraz wieloma elementami muzyki współczesnej. Sukces tego połączenia jest z pewnością zasługą niesamowicie dopracowanego wyczucia melodii Istrii i dialektu Tamary Obrovac w połączeniu z jazzowym rzemiosłem, ale także artystycznej ekspresji tej grupy czołowych muzyków, która nie opiera się na istniejących jazzowych kliszach, ale na ich wyostrzonym wyczuciu każdej kompozycji.

### Tamara Obrovac Quartet
- Tamara Obrovac, głos, kompozytor
- Matija Dedić, fortepian
- Žiga Golob, kontrabas
- Krunoslav Levačić, perkusja

Quartet to jedna z najstarszych formacji Tamary, z którą 20 lat temu po raz pierwszy zaprezentowała nowy sposób myślenia i komponowania, gdzie połączyła inspiracje z lokalnym, istryjskim duchem muzyki i dialektu z uniwersalną ekspresją jazzową. W 1998 roku Quartet wydał drugi album Tamary „Ulika”, nazwany na cześć babci Tamary i od tego czasu kwartet występuje w niezmienionym składzie: Tamara Obrovac (głos, kompozytor), Matija Dedić (fortepian), Krunoslav Levačić (perkusja) i Žiga Golob (kontrabas). Po kilku latach przerwy ponowne połączenie kwartetu (lato 2011) ożywiło nową twórczość i inny sposób interpretacji utworów z płyty „Ulika”.

### TransAdriatic Quartet
- Tamara Obrovac, głos, kompozytor
- Stefano Battaglia, fortepian
- Salvatore Maiore, kontrabas
- Krunoslav Levačić, perkusja

W tym nowym projekcie Tamara Obrovac po raz kolejny dała wyjątkową koncepcję muzyczną, która z powodzeniem przenosi połączenie jazzu i muzyki tradycyjnej na muzykę współczesności. Pozostając wierna swojej ekspresji, w której łączy tradycję Istrii ze współczesnym jazzem, Tamara Obrovac prezentuje nowe kompozycje napisane specjalnie dla tej nowej formacji muzycznej. Nowe kompozycje zostały zaprezentowane na serii koncertów w Słowenii i Chorwacji przez nową formację muzyków, w której oprócz jej wieloletniego współpracownika Krunoslava Levačicia grającego na perkusji, dołącza do niej również dwóch wielkich włoskich muzyków; Stefano Battaglia na fortepianie i Salvatore Maiore na kontrabasie.

## Nagrody
- Porin (chorwacka nagroda muzyczna) za najlepszą kompozycję jazzową Suza sjajna / A shiny tear z płyty „TransAdriaticum” 2019.
- Międzynarodowy Festiwal Teatrów Małej Sceny – nagroda jurorska za najlepszą muzykę w przedstawieniu „Ljudi od voska” w wykonaniu Zagrzebskiego Teatru Narodowego (Rijeka, Chorwacja) 2017.
- Nagroda Chorwackiego Towarzystwa Kompozytorskiego „Miroslav Sedak Benčić” 2015. dla najlepszego autora muzyki jazzowej.
- Profesjonalna nagroda jury za najlepszą muzykę do filmu krótkometrażowego „Contrada”, reżyser Matija Debeljuh, Chorwackie Dni Filmowe 2013.
- Porin (chorwacka nagroda muzyczna) za najlepszy album ze światową muzyką za płytę „Madirosa” 2012.
- Porin (chorwacka nagroda muzyczna) za najlepsze wykonanie wokalne kobiet, piosenka „Tango and cha cha cha'', z płyty „Madirosa” 2012.
- 42. MTP – Międzynarodowy Festiwal Teatrów Lalek, Nagroda Międzynarodowego Jury Zawodowego za muzykę do spektaklu teatralnego „Svarožić” w wykonaniu Zagrzebskiego Teatru Lalek (Zagrzeb, Chorwacja) 2009.
- Wieczory Runjicia, Złotą Mewa za najlepszy remake piosenki Runjicia „A vitar puše” otrzymali Tamara Obrovac i Matija Dedić, Split 2009.
- „Mali Marulić”, chorwacki teatr dramatyczny dla dzieci, nagroda za muzykę do spektaklu teatralnego „Regoč” Ivany Brlić Mažuranić w wykonaniu Zadarskiego Teatru Lalek, 2008.
- Nagroda za najlepszy dramat za jego muzykę na festiwalu Regoč Chorwacki dramat dla dzieci 2008.
- Porin (chorwacka nagroda muzyczna) za najlepsze wykonanie wokalne kobiet w 2008 roku.
- Najlepsza muzyka w dziele teatralnym do spektaklu "Zagrljenici", 6. festiwalu dramatu bośniacko-hercegowińskiego, Zenica 2007.
- Najlepsza muzyka w dziele teatralnym do spektaklu "Zagrljenici", Narodowy Festiwal Teatralny Bośnia i Hercegowina, 2007.
- Nagroda Złotej Areny (Chorwacki Festiwal Filmowy, Pula): najlepszy wynik dla filmu Hrvoje Hribars „Što je muskarac bez brkova (Co to jest człowiek bez wąsów)” 2006.
- Porin (chorwacka nagroda muzyczna) za najlepszą współpracę wokalną z Tedi Spalato za piosenkę „Ti i ja”, 2006.
- Porin (chorwacka nagroda muzyczna) za najlepszy kobiecy występ wokalny, piosenka „Daleko je…” / CD „Daleko je .. is faraway” 2006.
- Porin: (Chorwacka nagroda muzyczna) najlepszy album ze światową muzyką, na CD „Daleko je .. is faraway” 2006.
- Nagroda za najlepszą muzykę w przedstawieniu teatralnym za sztukę „Antigona” @ Marulovi dani, Split 2005.
- Nominacja do BBC Radio 3 Awards for World Music (europejskie nagrody muzyczne i publiczność), 2004.
- Nagroda Zlatna Koogla dla najlepszej chorwackiej artystki 2003.
- Porin (chorwacka nagroda muzyczna) fpr najlepszy album muzyczny świata, płyta „Sve pasiva / All fades away” 2004.
- Nagroda "Złoty uśmiech": najlepsza muzyka i wykonanie do spektaklu "Jelka kod Ivanovih (Boże Narodzenie u Iwanowa)" (ZKM) 2003.
- Chorwacka narodowa nagroda teatralna: najlepsza muzyka w dziele teatralnym do sztuki „Tanac od mrtvih (taniec umarłych)” (INK) 2002.